# Ouang Te Tchao
Ouang Te Tchao, ou Wang Dezhao, né en Chine le 20 décembre 1905 et mort le 28 décembre 1998, est un physicien chinois, spécialiste en acoustique et en électronique. Il a aussi travaillé sur la radioactivité.

## Biographie
Ouang Te Tchao est né à Guanyun, dans la province de Jiangsu, en Chine, en 1905. Il a été diplômé du département de physique de l'université normale de Pékin en 1928.
Jeune chercheur physicien, Ouang Te Tchao arrive à Paris en 1934. Entré dans le laboratoire de l'École supérieure de physique et de chimie industrielles que dirige Paul Langevin, il devient l’un de ses meilleurs chercheurs et son fidèle ami. Des relations inattendues avec sa famille chinoise, les hasards de la vie qui émaillent son existence, font de lui le témoin de nombreux épisodes depuis le début du XXe siècle.
Son livre sur l'électrisation des particules en suspension dans les gaz, publié en 1941, a été dédicacé « À Monsieur et Madame André Langevin, très cordial souvenir ». Il est dédié à Paul Langevin.

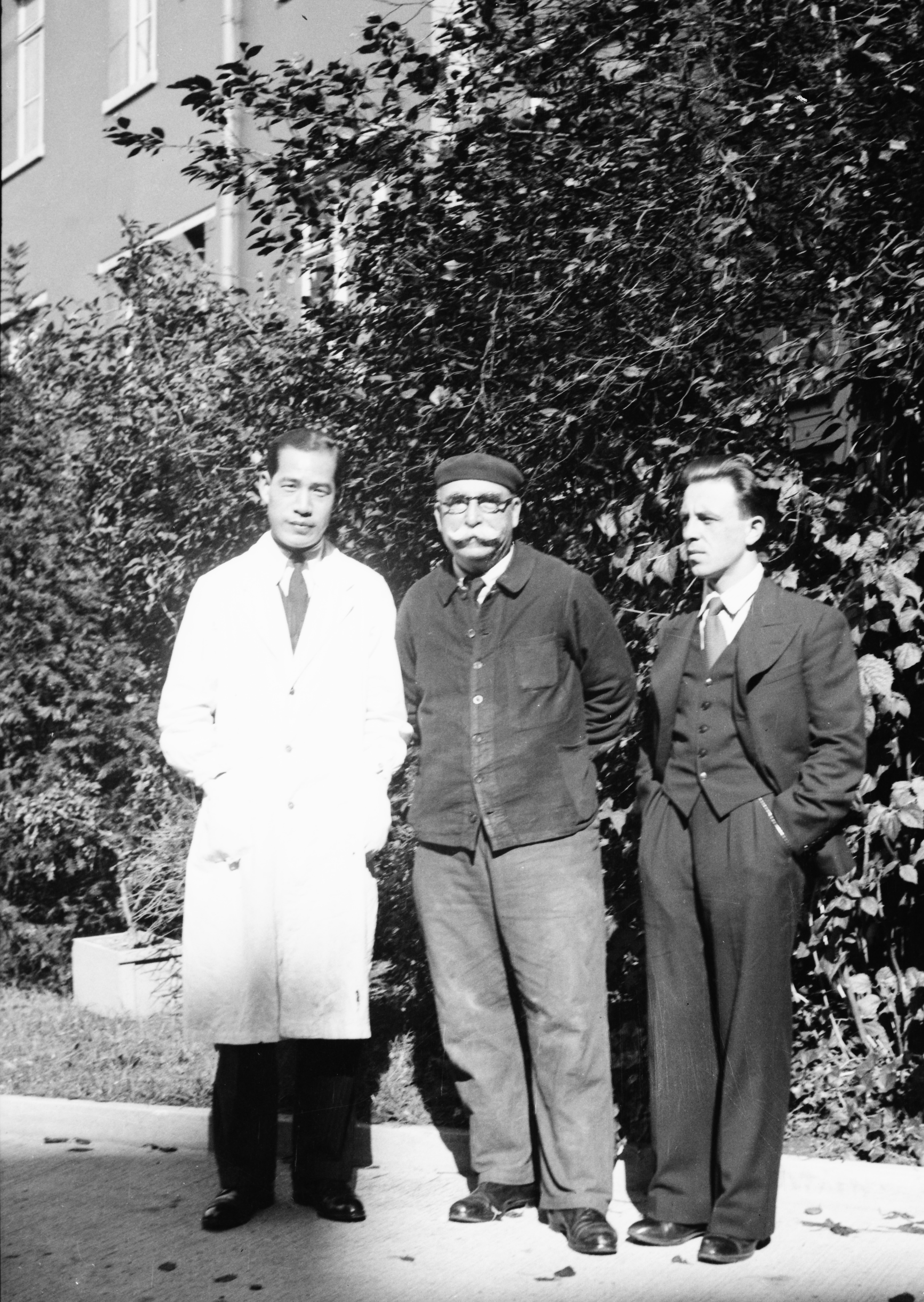
Ouang Te Tchao à gauche sur la photo.

Ouang Te Tchao est retourné en Chine en 1956, où il effectue la suite de sa carrière. À partir des années 1960, il participe à la construction socialiste chinoise. Il a été directeur général du bureau d'équipement de l'Académie chinoise des sciences, directeur du Laboratoire de séparation isotopique de l'Institut d'énergie atomique, directeur associé de l'Institut d'électronique, puis directeur de l'Institut d'acoustique pendant vingt ans. Il a dirigé aussi un groupe de recherche de propagation acoustique sous-marine. 
Il a obtenu plusieurs prix scientifiques, dont le National Natural Science Award et le Prize for Important Scientific and Technological Achievements, respectivement en 1982 et 1989. Il était membre de l'Académie chinoise des sciences et du Parti communiste chinois. En 1991, Ouang a été nommé Officier de la Légion d'honneur à Pékin par le ministre de la Recherche et de la Technologie Hubert Curien.
Il est décédé à 93 ans le 28 décembre 1998 en Chine.

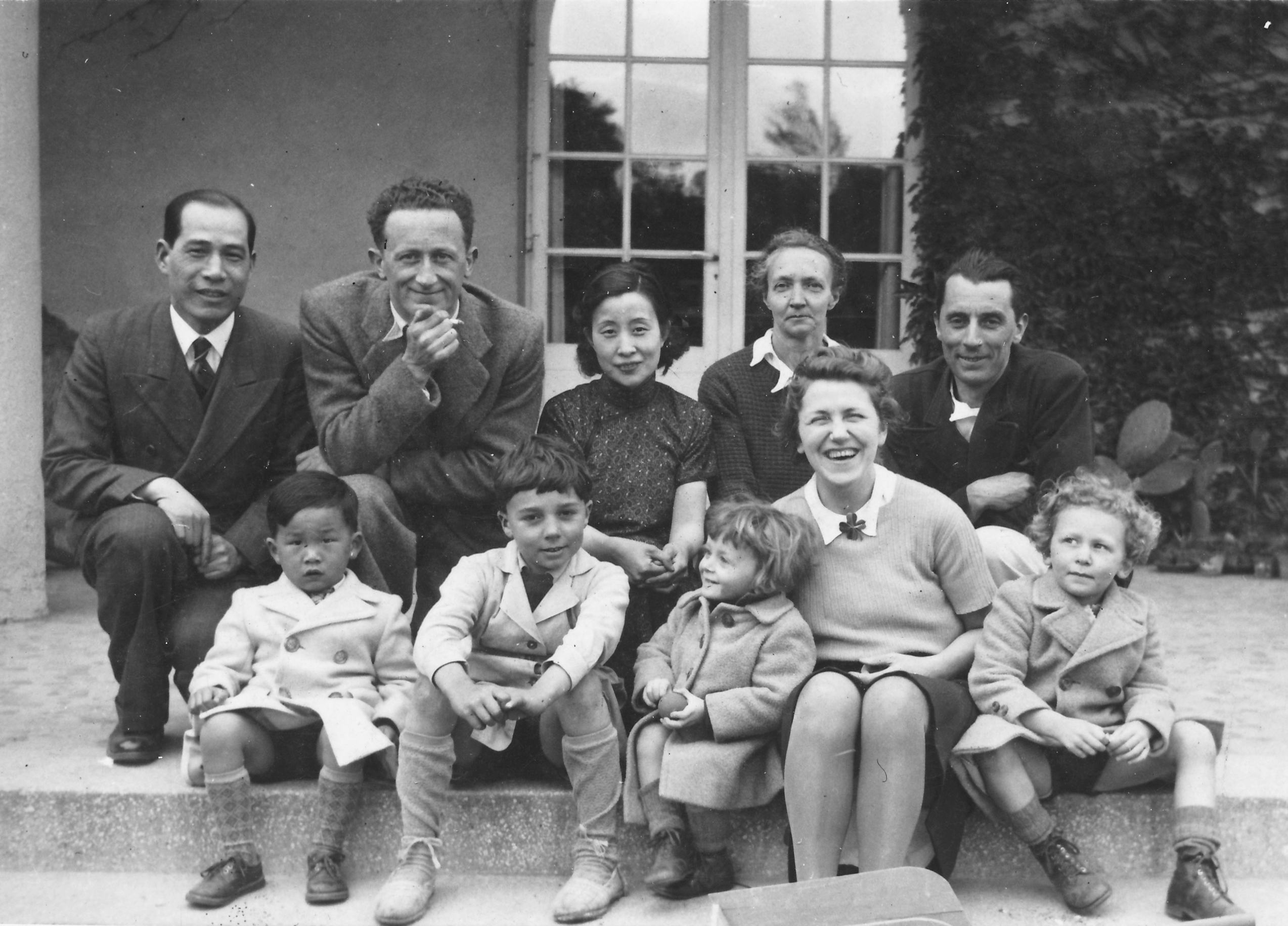
Deuxième rang de gauche à droite: Ouang Te Tchao, Pierre Biquard, Li Huinian, Irène Joliot-Curie, Frédéric Joliot-Curie ; premier rang de gauche à droite: Roger Ouang (Wang Hua), Pierre Joliot et la famille de Pierre Biquard, été 1941.

## Distinctions
- En France : 
  - 1945 : Prix Hughes de l'Académie des sciences, pour ses recherches sur les gaz ionisés
  - 1980 : Médaille étrangère de la Société française d'acoustique
  - 1992 : Officier de la Légion d'honneur
- En Chine :
  - 1982, 1989 : National Natural Science Award
  - 1982 : Prize for Important Scientific and Technological Achievements
  - 1997 : Ho Leung Ho Lee Prize in Physics

## Publications
- Action des rayons β de 204Tl et de 90Sr sur les films photographiques ordinaires, in Comptes-rendus hebdomadaires des séances de l'Académie des Sciences, 1946, p. 800, en collaboration avec Éliane Montel, présenté par Jean Cabannes, lire en ligne
- Sur l'analyseur de Paul Langevin pour l'étude de mobilités des ions gazeux, en collaboration avec Éliane Montel, présenté par Frédéric Joliot, Journal de physique et du radium, t. 10, 1949, lire en ligne
- Sur un électromètre monofilaire de grande sensibilité, en collaboration avec Éliane Montel et P. Pannetier, Journal de physique et du radium, t. 14, 1953.
- Sur la mobilité des ions dans l'air, avec Éliane Montel, Journal de physique et du radium, t. 15, 1954.
- Recherches sur l'électrisation des particules en suspension dans les gaz au moyen des ions produits par les rayons X ou par des corps radioactifs, Annales de Physique, 1941 [lire en ligne]
  - théorie de l'équilibre entre gros ions et petits ions
  - étude de la formation des gros ions en fonction du nombre de particules
  - étude de la variation du nombre de gros ions en fonction de l'intensité ionisante
  - étude expérimentale de la formation des gros ions en fonction de la grosseur des particules en suspension
  - coefficient de formation des gros ions
  - considérations théoriques sur le coefficient de formation
  - équilibre entre les ions atmosphériques, spectre de mobilité des gros ions